# Rephlex Records
Rephlex Records – brytyjska, niezależna wytwórnia płytowa, powstała w 1991 r. z inicjatywy Richarda Davida Jamesa oraz Granta Wilsona-Claridgea.
Wydawnictwo skupia wokół siebie artystów z kręgów IDM, acidu oraz innych gatunków muzyki elektronicznej.

## Artyści związani z wytwórnią
- Aleksi Perälä
- AFX
- Bochum Welt
- Bodenstandig 2000
- Bogdan Raczynski
- The Bug
- Ceephax Acid Crew
- Cylob
- D'Arcangelo
- DJ Rephlex Records (Grant Wilson-Claridge)
- DJ Scud
- DMX Krew
- Ensemble
- The Gentle People
- Global Goon
- Peter Green
- hecker
- JP Buckle
- Kiyoshi Izumi
- The Kosmik Kommando
- Leila Arab
- Lektrogirl
- The Lisa Carbon Trio
- Luke Vibert
- Ono
- P.P.Roy
- The Railway Raver
- Sam and Valley
- Seefeel
- Slipper
- Soundmurderer & SK-1
- Squarepusher
- Synectics
- The Tuss
- Urban Tribe
- Universal Indicator
- Victor Gama
- Voafose
- Wisp
- Vulva
- Yee-King